# なきぼくろ (漫画家)
なきぼくろ（1985年10月 - ）は、日本の漫画家。大阪府枚方市出身。

## 来歴
PL学園野球部に49期生として入学する。捕手として入学するが、在籍途中で外野手に転向する。9番右翼手として2003年夏の甲子園に出場した。
高校卒業後に大阪美術専門学校（2006年卒）に通学しながらイラストレーターとして活動していた。
『どるらんせ』を投稿して、第34回MANGA OPEN ebookJapan賞・奨励賞を受賞しデビュー。その後、『Dモーニング』に掲載した『バトルスタディーズ』が好評を博し、『モーニング』にて2015年6号より連載を開始する。

## 人物
元千葉ロッテマリーンズ・東北楽天イーグルスの今江敏晃、元阪神タイガースの桜井広大はPL学園野球部の2学年先輩で、元広島東洋カープ・千葉ロッテマリーンズの小窪哲也は同期にあたる。

## 作品リスト
- 『バトルスタディーズ』講談社〈モーニングKC〉既刊44巻（『モーニング』2015年6号 - 連載中）